# 五条坂

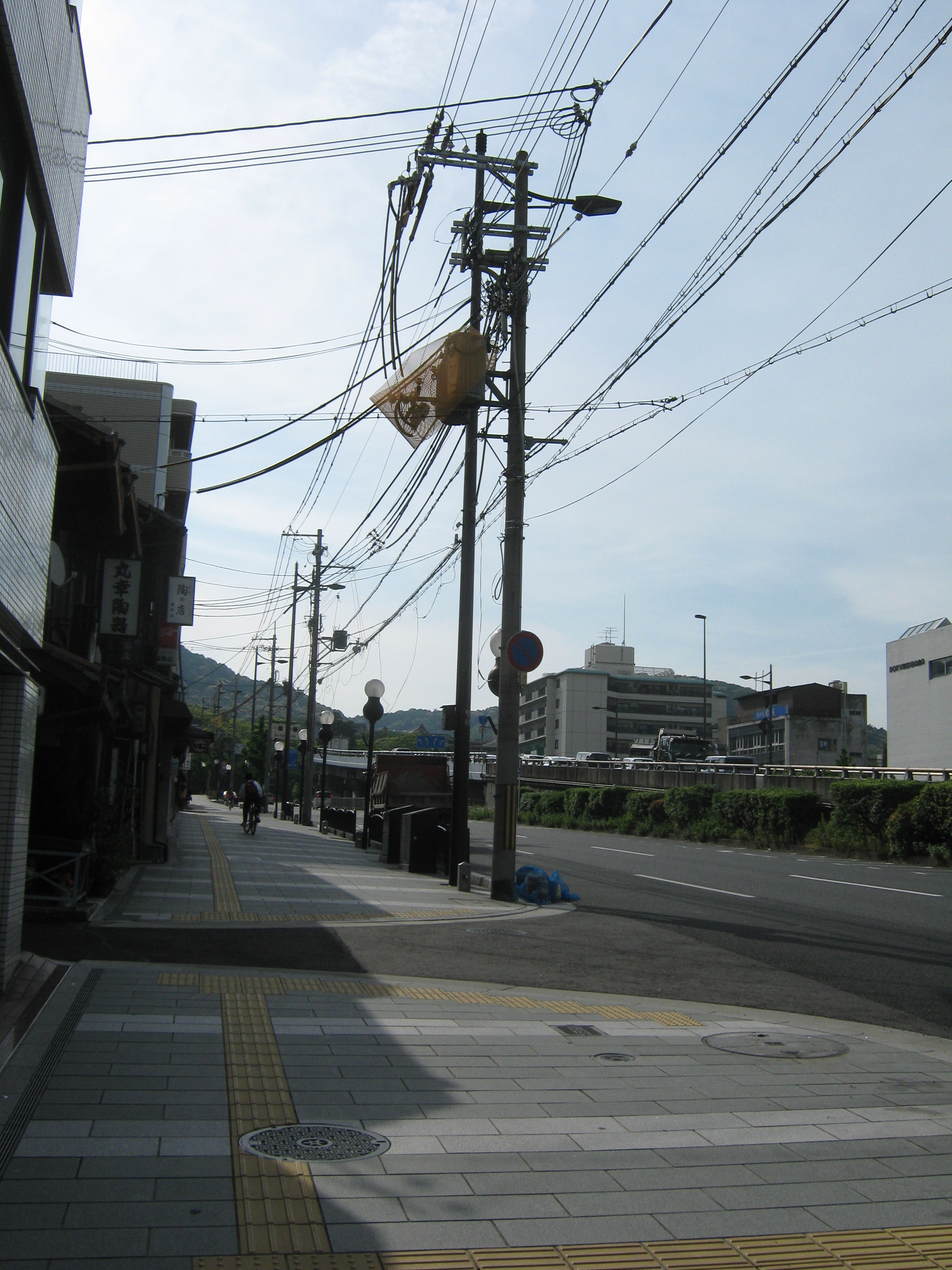
五条坂、東大路の西から東側をみる、京都市東山区

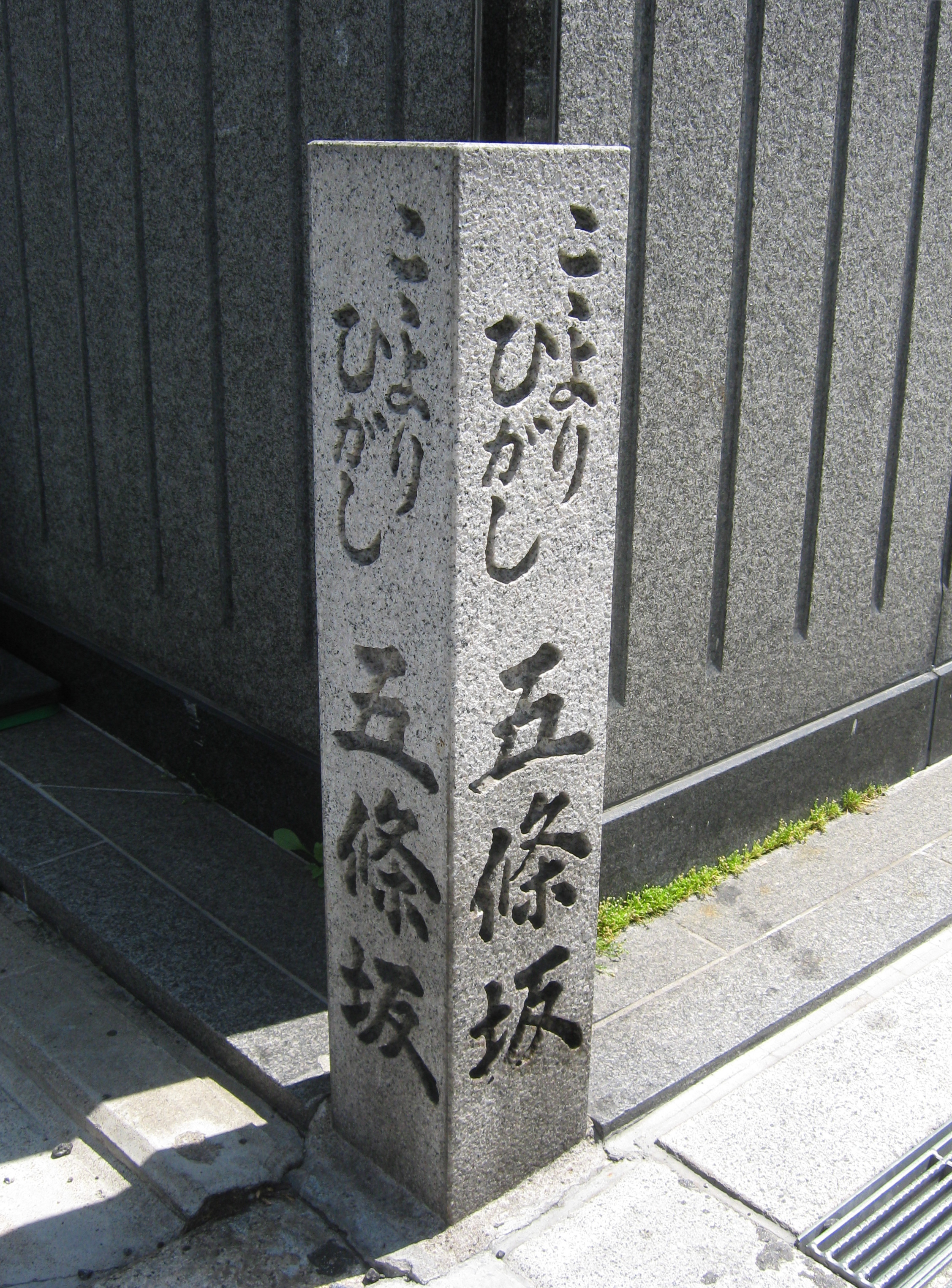
こゝよりひがし五條坂の碑

五条坂（ごじょうざか）は、京都市内の通りの一つである五条通の東端部分の別名。および東大路通との交差点の名称（五条坂交差点）を表す。本項では両方を記述する。

## 通りとしての五条坂
五条通の東端部分の別名であり、東大路通（五条坂交差点）から清水寺へ向かって清水道（松原通の東端部分の別名）までの坂道を指す。また、五条大橋東詰（清水五条駅）から東大路通に掛けての五条通（国道1号）も含めた区間を指していう場合もある。
五条坂交差点以東の部分については、京都でも有数の観光地である清水寺への第一のアクセスになっているため、清水焼や土産物を売る店が並ぶ。観光バスがすれ違うのがやっとの道幅であり、春や秋の観光シーズンには、東大路通から歩く観光客がここを通り、門前近くの駐車場へ向かう観光バス・タクシー・自家用車とあわせ、混雑が激しい。
2005年11月には初めて観光ピーク時の土・日曜日および休日に通行禁止とする実験的措置がとられた。また、2007年は、そのような措置は取られず、観光ピーク時の土・日曜日および休日には、東大路通南行きから五条坂への左折が禁止されるにとどまった。
五条大橋東詰から東大路通に掛けての区間も含めて、毎年8月8-10日に「陶器まつり」（かつて山科区の清水焼団地で7月第4週に開催されていた陶器まつりとは別のものである。山科区の陶器まつりはその後10月第4週に開催日程を変更し名称も「清水焼の郷まつり」に変更された）が開催される。
この五条大橋-東大路通の区間は第二次世界大戦末期の建物疎開により拡幅された片側4車線の広い通りである。また、大和大路五条交差点北側には「こゝよりひがし五條坂」と記された碑が建つ。

### 沿道の施設
- 京都陶磁器会館
- 清水寺
- 地主神社（縁結びの神様）
- 茶わん坂
- 産寧坂（三年坂）
- 二寧坂（二年坂）
- 六波羅蜜寺
- 若宮八幡宮社（陶器神社とも言われ、境内に清水焼発祥の地の石碑あり）

## 五条坂交差点
京都市東山区に位置し、東大路通と五条坂の交差点にあたる。東大路通のすぐ南に東山五条交差点が位置し、連続した交差点を形成している。清水寺への最寄りバス停留所が位置するため、多くの観光客を見ることができる。一方で行楽期には大変混雑し、一部時間帯に限り乗り場が変更される系統もある。

### 交通
- 京阪バス（五条坂停留所）
- 京都市営バス（五条坂停留所）
- 京都バス（東山五条停留所）